# Hrvatski nogometni kup 2003./04.
Hrvatski nogometni kup 2003./04. bio je trinaesti Hrvatski nogometni kup. Naslov je branio Hajduk Split, a kup je osvojio Dinamo Zagreb.

## Pretkolo, 3. rujan
| Br. | Domaći sastav              | Rezultat         | Gostujući sastav   |
| --- | -------------------------- | ---------------- | ------------------ |
| 1   | Nehaj                      | 1:0              | Vinogradar         |
| 2   | Crikvenica                 | 1:1 (pr) (0:2 p) | Koprivnica         |
| 3   | Primorac Biograd           | 2:1              | Karlovac           |
| 4   | Neretva                    | 2:1 (pr)         | Moslavina Kutina   |
| 5   | Mladost Prelog             | 1:3              | Zagorec Krapina    |
| 6   | Željezničar Slavonski Brod | 1:3              | Virovitica         |
| 7   | Udarnik Kurilovec          | 1:3              | Vukovar '91        |
| 8   | Pula 1856                  | 1:0              | Slavonija Požega   |
| 9   | Sloga Nova Gradiška        | 2:1 (pr)         | Graničar Županja   |
| 10  | Zdenka Veliki Zdenci       | 1:5              | Croatia Sesvete    |
| 11  | Sloboda Varaždin           | 4:1              | Čakovec            |
| 12  | Vodica                     | 0:0 (pr) (2:3 p) | Valpovka           |
| 13  | Mosor                      | 3:2 (pr)         | Podravina          |
| 14  | Metalac Osijek             | 1:0 (pr)         | Naftaš Ivanić-Grad |
| 15  | Jedinstvo Omladinac        | 1:3              | Bjelovar           |
| 16  | Viktorija Vojakovac        | 1:1 (pr) (5:6 p) | Lučko              |

## Šesnaestina završnice, 17. rujan
| Br. | Domaći sastav       | Rezultat | Gostujući sastav     |
| --- | ------------------- | -------- | -------------------- |
| 1   | Primorac Biograd    | 0:2      | Hajduk Split         |
| 2   | Lučko               | 0:3      | Dinamo Zagreb        |
| 3   | Virovitica          | 1:2      | Osijek               |
| 4   | Valpovka            | 0:2      | Varteks              |
| 5   | Metalac Osijek      | 1:2      | Cibalia              |
| 6   | Sloga Nova Gradiška | 0:2      | NK Zagreb            |
| 7   | Sloboda Varaždin    | 2:6      | Pula 1856            |
| 8   | Vukovar '91         | 0:1      | Slaven Belupo        |
| 9   | Koprivnica          | 0:2      | Kamen Ingrad         |
| 10  | Croatia Sesvete     | 3:0      | Pomorac Kostrena     |
| 11  | Nehaj               | 1:7      | Rijeka               |
| 12  | Neretva             | 2:1 (pr) | Hrvatski dragovoljac |
| 13  | Zagorec Krapina     | 1:0      | Šibenik              |
| 14  | Mosor               | 1:0      | Inker Zaprešić       |
| 15  | Bjelovar            | 3:1      | Belišće              |
| 16  | Segesta             | 1:4      | Zadar                |

## Osmina završnice, 29. listopad
| Br. | Domaći sastav   | Rezultat | Gostujući sastav |
| --- | --------------- | -------- | ---------------- |
| 1   | Hajduk Split    | 3:1      | Zadar            |
| 2   | Bjelovar        | 1:4      | Dinamo Zagreb    |
| 3   | Osijek          | 3:2      | Mosor            |
| 4   | Zagorec Krapina | 0:3      | Varteks          |
| 5   | Cibalia         | 4:3 (pr) | Neretva          |
| 6   | Rijeka          | 3:0      | NK Zagreb        |
| 7   | Croatia Sesvete | 2:4      | Pula 1856        |
| 8   | Kamen Ingrad    | 2:0      | Slaven Belupo    |

## Četvrtzavršnica, 17. ožujak (24. ožujak)
| Prva momčad  | Rez. | Druga momčad  | 1. ut. | 2. ut. |
| ------------ | ---- | ------------- | ------ | ------ |
| Cibalia      | 1:0  | Hajduk Split  | 0:0    | 1:0    |
| Osijek       | 1:5  | Dinamo Zagreb | 0:2    | 1:3    |
| Kamen Ingrad | 2:5  | Rijeka        | 2:3    | 0:2    |
| Pula 1856    | 2:5  | Varteks       | 2:0    | 0:5    |

## Poluzavršnica, 7. travanj (14. travanj)
| Prva momčad   | Rez. | Druga momčad | 1. ut. | 2. ut. |
| ------------- | ---- | ------------ | ------ | ------ |
| Dinamo Zagreb | 4:3  | Rijeka       | 4:2    | 0:1    |
| Cibalia       | 2:8  | Varteks      | 1:3    | 1:5    |

## Završnica

### Prva utakmica
| 5. svibanj 2004. |           |               |                                                                                       |
| Varteks          | 1:1       | Dinamo Zagreb | Stadion NK Varteks, Varaždin Broj gledatelja: 5000 Sudac: Draženko Kovačić (Križevci) |
| Kastel 86'       | Izvještaj | Sedloski 33'  | Stadion NK Varteks, Varaždin Broj gledatelja: 5000 Sudac: Draženko Kovačić (Križevci) |

### Druga utakmica
| 19. svibanj 2004. |           |         |                                                                             |
| Dinamo Zagreb     | 0:0       | Varteks | Stadion Maksimir, Zagreb Broj gledatelja: 8000 Sudac: Edo Trivković (Split) |
|                   | Izvještaj |         | Stadion Maksimir, Zagreb Broj gledatelja: 8000 Sudac: Edo Trivković (Split) |

Dinamo Zagreb je pobijedio prema pravilu gola u gostima.

## Poveznice
- 1. HNL 2003./04.
- 2. HNL 2003./04.
- 3. HNL 2003./04.
- 4. rang HNL-a 2003./04.
- 5. rang HNL-a 2003./04.
- 6. rang HNL-a 2003./04.
- 7. rang HNL-a 2003./04.